# 石山合戰
石山合戰是日本戰國時代，淨土真宗本願寺勢力和織田信長的戰役，發生於元龜元年9月12日（1570年10月11日）至天正8年8月2日（1580年9月10日）。

## 背景
淨土真宗・本願寺8代宗主蓮如一生致力於佈道，經其努力，本願寺在日本各地開枝散葉。從室町時代末期開始，藉由本願寺的強大號召力及向心力，本願寺坊主、門徒發動一向一揆，企圖推翻各地的大名。
戰國時代初期，近畿由細川氏稱霸，時任當主細川晴元與其重臣三好元長不和，兩者因此兵戎相見。享祿5年/天文元年(1532年)，三好元長聯合河內守護畠山義堯討伐細川晴元家臣木沢長政；見此，細川晴元聯合畿內的本願寺勢力，打擊三好、畠山聯軍，最終三好元長、畠山義堯皆兵敗自盡，史稱飯盛城之戰。然本願寺的門徒卻藉此機會攻擊其他佛教宗派，在畿內打家劫舍，是故，細川晴元聯合南近江・六角氏及法華宗，圍攻本願寺位於京都的總壇山科本願寺，史稱山科本願寺之戰。山科本願寺遭到焚毀，10代宗主證如逃至攝津大阪，以蓮如所建的石山別院為新根據地，稱石山本願寺。
而後，證如與細川晴元和談，退出畿內的戰事，並向朝廷與幕府靠攏。天文23年(1554年)8月，證如去世，其長子顯如繼任宗主。顯如與公卿三條公賴之女如春尼結婚。如春尼為細川晴元及南近江大名六角義賢的養女，如春尼的姊妹也分別嫁予細川晴元及甲斐大名武田信玄。永祿2年(1559年)12月，本願寺被列為門跡。前關白近衛前久也將顯如長男教如收為猶子。

## 本願寺的勢力
- 大阪，距離京都、和泉・堺、大和・奈良等城市都相當近。商人利用淀川水系及琵琶湖，將瀨戶內海、畿內、近江、日本海沿海一帶的貿易網絡連接起來，而大阪作為港口城市，成為河運及海運的交會點，中國、韓國、葡萄牙、西班牙的船隻皆來此進行商貿活動。石山本願寺將大阪建造成一巨大的寺内町（日语：寺内町），周圍有土牆、井樓、壕溝等防禦工事。寺内町裡住著各地而來的信徒及大量手工業、商業人士，據葡萄牙天主教傳教士・佛洛伊斯所稱，石山合戰期間，包括雜賀眾在內的各地信徒前往大阪，石山本願寺有萬名的戰鬥人員及數千挺鐵炮。

- 木曾三川（日语：木曽三川）注入伊勢灣的三角洲地帶，稱為河内長島（日语：長島輪中）。長島地區人民多從事漁業、水運等工作，並與伊勢灣沿岸及東國諸國進行交易。當地的本願寺信徒以願証寺（日语：願証寺）為中心，合戰期間，有萬名信徒固守於此，挖壕溝，修箭樓以抵禦織田軍，石山本願寺也依靠淀川水系將物資運輸至長島地區。

- 近江有許多本願寺的據點，例如堅田（日语：堅田 (大津市)）、金ヶ森（日语：金森 (守山市)）等，當地信徒利用琵琶湖的水運從事貿易活動。

- 8宗主・蓮如在畿內傳道，遭比叡山延曆寺迫害，故前往北陸活動。當地信徒以越前・吉崎御坊（日语：吉崎御坊）為中心，周圍光是有力坊主的支坊就有二百餘，蓮如擔心與北陸的武家產生衝突，禁止信徒前來吉崎，然來朝聖的信徒仍絡繹不絕。15世紀末，爆發加賀一向一揆，一揆眾驅逐加賀守護・富樫氏，加賀從此由參與一揆的武士及坊主共同支配，成為一惣國（日语：惣国一揆）。16世紀，信徒在北陸發動數次一向一揆，與越前・朝倉氏、能登畠山氏、越後・長尾上杉氏激戰。

- 瀨戶內海沿岸，播磨・夢前川（日语：夢前川）河口的英賀（日语：英賀）、安藝・竹原（日语：竹原）等地皆有本願寺的據點，當地信徒將物資透過海路運送至石山本願寺。

- 紀州、和泉一帶為連接西國與東國海上運交通要道，當地也有許多本願寺信徒。特別是盤據於紀之川河口一帶・雜賀地區（日语：雑賀 (和歌山市)）的雜賀眾。雜賀眾主要分為河口處的雜賀莊和十鄉，及紀之川左岸的中鄉、南鄉、宮鄉，故又稱為雜賀五組，後三者又稱雜賀三緘。雜賀眾引進鐵砲的製造技術，使他們成為強大的傭兵集團。

從上可見，日本各地的本願寺信徒利用河川、海洋運送人力、物資至各地的戰事，使本願寺可與織田信長周旋10年之久。

## 開端
永祿11年(1568年)9月，領有尾張、美濃、北伊勢的大名織田信長擁立足利將軍家末裔足利義昭上洛。當時掌控近畿的三好政權已江河日下，年輕的當主三好義繼與家臣三好三人眾(三好長逸、三好宗渭、石成友通)不和；足利義昭、織田信長上洛，六角義賢不戰自退，逃至近江甲賀郡的山中，三好義繼主動臣服，三好三人眾作了零星抵抗後，逃回三好氏的老巢阿波國。
元龜元年(1570年)4月，織田信長出征越前大名朝倉義景，然其妹婿北近江大名淺井長政突然舉兵反抗之；六角義賢也藉此機會起兵作亂。同年6月28日的姊川之戰中，織田、德川聯軍雖擊敗淺井、朝倉聯軍，卻無法取得決定性的戰果。7月末，三好三人眾跨海返回畿內，並在攝津淀川的河口處興建野田城及福島城。對此，織田信長率大軍包圍野田城及福島城，並請求將軍足利義昭親征，以增強自身軍事行動的正當性。在「將軍親征」的號召下，與本願寺頗有淵源的雜賀眾、湯川眾等紀伊勢力也動員起來。
另一方面，織田信長上洛後，以富興室町幕府為名義，分別向堺及本願寺徵收兩萬貫及五千貫的軍費。堺予以拒絕，更與三好三人眾結盟，織田信長於是追討之，堺最終向其屈服；攝津尼崎也因拒繳軍費而遭燒討。本願寺如實繳納，並在之後贈送禮物予織田信長，向其表示與三好三人眾無任何合作關係。然當時坊間傳聞說本願寺與阿波三好氏、近江六角氏等反織田勢力有瓜葛，織田信長對其有所忌憚；外加大阪坐擁地利之便，經濟及貿易實力不俗，使織田信長欲將其占為己有。織田信長與三好三人眾的戰事十分接近本願寺，《細川兩家記》記載說織田信長下個目標就是本願寺，石山本願寺與野田城、福島城可謂是唇亡齒寒；外加織田信長時常壓迫本願寺，時任宗主顯如認為已到不得不戰的時刻。

## 合戰經過

### 第一次信長包圍網
面對織田信長的猛烈攻勢，三好三人眾企圖求和，遭織田信長否準。元龜元年(1570年)9月6日，顯如致書各地門徒反抗織田信長；據興福寺大乘院門主・尋憲的日記《尋憲記》同日條記載，世間流傳本願寺欲發起一揆。而後，顯如致信予浅井長政、朝倉義景，結成同盟。
9月12日半夜，石山本願寺起兵，向包圍野田城、福島城的織田軍營寨發射鐵炮。13日，三好三人眾將淀川的堤防掘開，大水灌入織田陣營。20日，本願寺信徒與織田信長母衣眾・佐佐成政、前田利家展開野戰，織田軍敗退。於此期間，浅井、朝倉聯軍向近江通往京都的交通要道上的宇佐山城發起進攻，織田信長之弟・織田信治及家臣・森可成戰死；而後，浅井、朝倉聯軍迫近京都，並切斷織田信長返回其居城・美濃・岐阜城的道路。聞此，23日，織田信長攜足利義昭撤軍；隔日，織田信長在淀川支流・神崎川的渡口遭當地的本願寺信徒偷襲。上述戰事史稱野田城、福島城之戰。
9月末，阿波・三好氏重臣・篠原長房率領阿波、讚岐武士登陸兵庫浦。前述合戰期間，顯如就曾致信予其，期望篠原長房可加入大阪戰事；10月1日，兩者會面，交換誓約書，結成同盟。10月7日，顯如再度向各地信徒發出書信，呼籲反抗織田信長；之後，南近江有大量信徒發起一揆，攻擊織田軍的城池。彼時，織田信長與浅井、朝倉聯軍在南近江一帶對峙；藉此機會，石山本願寺及三好三人眾攻佔河內、攝津的戰略要地。10月30日，在青蓮院門跡・尊朝法親王的介入下，顯如與織田信長議和。然11月，長島地區的本願寺信徒發動一向一揆，進攻小木江城及桑名城，織田信長之弟・織田信興兵敗自害，家臣・瀧川一益也敗走。長島本願寺勢力的起義也開啟織田信長與之的一系列戰事，史稱長島一向一揆。
11月20日前後，織田信長分別與三好三人眾、篠原長房及六角義賢議和。12月3日，顯如前往近江，會見朝倉義景，並發信予淺井長政，呼籲兩者繼續奮戰。12月13日，在將軍・足利義昭及關白・二條晴良的調停下，織田信長與浅井、朝倉議和。

### 第二次信長包圍網
元龜元年(1570年)12月中，顯如致信予武田信玄及其四男・武田勝賴，並贈送禮物，以強化本願寺及甲斐武田氏之間的關係。
元龜2年(1571年)正月開始，為封鎖北陸的信徒運送物資至石山本願寺，織田信長命豐臣秀吉、細川藤孝等家臣嚴密監控北陸至畿內的陸路、水路，若是可疑人物，當即處置。5月12日，織田信長討伐伊勢長島本願寺勢力，沒取得多少無果；16日撤軍，遭信徒追擊，家臣・氏家直元戰死，柴田勝家負傷。6月，朝倉義景將其女嫁予教如，與顯如結為姻親。
元龜3年(1572年)，六角氏聯合南近江本願寺信徒繼續作亂，紀伊的本願寺門徒與雜賀眾響應顯如號召北上支援，顯如更多次呼籲武田信玄參戰。8月18日，本願寺坊官下間頼資、下間頼純、下間頼龍、下間頼廉聯合倒戈的三好義繼攻擊織田信長的盟友・細川昭元據守的攝津・中嶋城，細川昭元敗北。10月，武田信玄開啟其西上作戰，12月更在三方原之戰中大敗德川、織田聯軍；越中、加賀的信徒於此期間發起一揆，以此牽制與織田信長結盟的越後大名・上杉謙信。
元龜3年(1573年)2月，武田信玄攻陷三河國・野田城，反信長聯盟士氣大振，期望其可繼續向尾張、美濃進軍。然武田信玄此時已病重，武田全軍退出戰線，4月12日，武田信玄病逝。甲斐武田氏密不發喪，反信長聯盟不知其已去世。7月，將軍・足利義昭更與織田信長決裂，於山城國・槇島城起兵，顯如派赴使者獻上太刀及馬匹，不過也勸誡足利義昭舉兵之事應慎重；沒多久，織田信長攻破槇島城，足利義昭遭追放。而後，三好三人眾之一的石成友通戰敗身亡；8月，朝倉氏在面對織田信長的一系列戰事後總崩，朝倉義景自害；9月1日，淺井氏居城・小谷城陷落，淺井長政自害。
而後，織田信長命佐久間信盛出兵河內、和泉一帶，鎮壓當地本願寺及其他反織田勢力。11月，據守河內・若江城的三好義繼兵敗自害；許多當地的寺社也向織田信長屈服。石山本願寺與織田信長議和，將著名茶器・天目茶碗送予織田信長。信長包圍網可謂已壞滅。

### 長島、越前一向一揆的壞滅及高屋城之戰
天正元年(1573年)9月末，織田信長再度發兵討伐伊勢長島本願寺勢力。織田信長欲強徵伊勢灣的船隻來包圍長島地區，當地人卻強烈抵抗。織田軍無船隻可用，攻不進長島地區，10月25日撤軍。隔日，織田軍遭埋伏於多藝山的信徒偷襲，家臣・林通政戰死。
另一方面，朝倉氏敗亡後，朝倉氏舊臣・桂田長俊任越前守護代，以越前・一乘谷為據點；另一降將・富田長繁則領有越前・府中。然天正2年(1574年)正月，富田長繁聯合當地本願寺信徒擊殺桂田長俊，而後信徒更驅逐駐守於北庄的木下祐久等織田家臣，朝倉景鏡、溝江長逸等降將被討取，富田長繁也反被一揆勢力殺害。越前成為所謂「百姓所持之國」，史稱越前一向一揆。
顯如任命下間賴照為越前守護代，以豐原寺為據點，下間頼俊為足羽郡郡司，杉浦玄任為大野郡郡司，七里賴周進駐府中，顯如企圖將越前變成本願寺的領國。4月，石山本願寺打破和議，進攻攝津・中嶋城，織田方的三好康長、遊佐信教等人也倒戈，轉而與本願寺結盟，佔據河內・高屋城。自此，開啟織田軍與三好康長、石山本願寺在攝津、河內、和泉一帶的一系列攻防，史稱高屋城之戰。
天正2年(1574年)6月23日，織田信長第三度出兵討伐伊勢長島本願寺勢力。為完全封鎖長島地區，織田信長動員九鬼水軍及伊勢水軍數百艘船隻，企圖切斷長島地區與外界的流通。面對織田軍壓倒性的兵力優勢，當地信徒退入長島各處的要塞，織田軍反以大砲對其轟炸。8月2日半夜，躲藏至大鳥居城中的信徒欲趁暴風雨之際逃亡，千餘人遭柴田勝家殺害，大鳥居城隔日陷落。8月12日，篠橋城向織田信長投降，遭否準，織田信長反把信徒趕至其他長島地區的要塞中。於此期間，顯如向武田勝賴請求支援，武田勝賴雖回覆說會出兵尾張、三河，但最終無任何動作。長島各要塞遭包圍許久，多人餓死，甚至有人投河自盡，9月25日，長島城投降，織田信長以退城為條件答應之。9月29日，信徒離城，遭埋伏的織田軍以鐵砲及弓箭擊殺，此使信徒捨生反擊，以織田信廣、織田秀成、織田信次為首，織田一門多人戰死，數百名信徒最終衝破包圍網，逃往大阪。織田信長則用數叢柵欄圍困屋長島城及中江城，並將躲藏至其中的數萬名信徒活活燒死。至此，織田信長完全鎮壓伊勢長島本願寺勢力。
織田信長包圍長島地區之際，佐久間信盛、細川藤孝、筒井順慶、明智光秀、荒木村重等家臣持續與石山本願寺及三好康長對峙。9月中，織田軍攻下河內・飯盛城、河內・萱振城，並在高屋城放火。11、12月，因過於嚴苛的稅役及夫役，外加當地法華宗、真宗高田派(專修寺派)、真宗三門徒派等其他佛教宗派對本願寺統治的不滿，越前爆發反抗下間頼照等人的一揆，史稱「一揆内一揆」，最終遭鎮壓。
天正3年(1575年)3月，荒木村重攻下攝津・大和田城；4月7日，織田信長進駐若江城，劍指石山本願寺與高屋城的三好康長，顯如向北陸的信徒求援，但沒得到回應；4月8日，織田軍進攻高屋城，久攻不下；4月13日將本陣移至天王寺。織田信長動員近畿10萬左右的兵力，布陣於天王寺、住吉、遠里小野，壓迫石山本願寺。4月14日，織田軍收割大阪一帶的農作物。而後織田軍攻陷和泉・新堀城，從屬於阿波・三好氏的香西長信兵敗而亡；三好康長最終投降織田信長。織田信長接著搗毀河內一帶的城池，以孤立石山本願寺。
天正3年(1575年)5月21日，織田、德川聯軍在三河國大敗甲斐武田軍，甲斐武田氏多名重臣戰死，元氣大傷，史稱長篠之戰。
天正3年(1575年)8月12日，織田信長進軍越前。織田軍海陸並進，陸路以越前浪人為先鋒，佐久間信盛、柴田勝家、瀧川一益、豐臣秀吉、明智光秀等武將皆參戰；海陸方面，若狹水軍、丹後水軍數百艘戰船開赴越前海岸。越前一揆勢力則在板取城等戰略要道上布署重兵，並在海岸線構築防禦工事。然越前一揆勢力一觸即潰，逃往府中，豐臣秀吉、明智光秀跟進，斬殺兩千餘人；下間賴照欲逃往加賀，遭真宗高田派的信徒抓捕後斬首。8月15日至19日，織田信長在越前全境抓捕越前一揆眾，12250餘人遭斬首，3、4萬人遭逮捕。8月23日，豐臣、明智軍入侵同樣由本願寺勢力支配的加賀國，佔領能美、江沼二郡。然進犯越前、加賀的後果，是織田軍會直接接觸當時將勢力擴展至越中的上杉謙信，兩者之間的衝突可謂是難以避免。

### 第三次信長包圍網

#### 天王寺之戰及第一次木津川口之戰
長島地區、越前的本願寺勢力遭剷除，外加畿內的戰事失利，顯如接受三好康長及織田信長家臣・松井友閑的調停，再度與織田信長議和，並贈予其南宋畫家・若芬的畫作。然另一方面，顯如向紀伊的信徒求援，請求數百名火槍手北上進駐石山本願寺的支城；之後更致信予中國地區霸主・毛利氏的重臣・吉川元春，寄望其可確保瀨戶內海航路的穩定，使山陽地區的信徒從海路輸送的物資可確實運至大阪。
天正4年(1576年)2月，足利義昭移駕至備後・鞆，接受毛利氏庇護，外加毛利氏逐漸將勢力往東延伸，織田信長與毛利氏已至合戰邊緣。織田信長深怕本願寺與毛利氏連動，故於4月，先發制人，發兵石山本願寺，荒木村重駐軍於野田，明智光秀及細川藤孝駐軍於守口和森河内，塙直政駐軍於天王寺。織田軍從北、東、南三面壓迫石山本願寺，陸路已完全封鎖，然石山本願寺西面的海路仍暢通。明智光秀之後轉移至天王寺，塙直政則於5月3日早晨與三好康長率和泉眾、根来眾、大和眾、山城眾襲擊三津寺，遭本願寺信徒及雜賀眾以鐵炮反擊，塙直政戰死。本願寺勢力而後包圍天王寺，明智光秀向織田信長求援。聽聞消息，織田信長親率3000兵力進軍大阪，5月7日半夜逼近天王寺，與明智光秀裡應外合，殺退敵軍，追擊其至石山本願寺的城門，本願寺軍有高達2700人員傷亡。上述合戰史稱天王寺之戰。
合戰結束後，織田信長在大阪周圍構築十餘個城寨，包圍石山本願寺，佐久間信盛成為該戰區的總司令，與松永久秀駐軍天王寺，荒木村重及安宅神五郎則率水軍封鎖海陸；石山本願寺也建構數十個支城，以下間頼廉等人為大將，反制織田軍。顯如致信予瀨戶內海周圍的信徒，呼籲要與當地大名合作，以確保航路安全，更積極拉攏上杉謙信，期望其對抗織田信長。
5月，上杉謙信與北陸的本願寺信徒議和。7月上旬，毛利氏旗下的毛利水軍、小早川水軍、村上水軍護衛著數百艘補給船開往大阪，7月13日抵達木津川口，隨後與織田水軍展開海戰。織田水軍雖有大型的安宅船，但不敵毛利方水軍的焙烙火矢，遭到毀滅性的打擊；於此同時，本願寺軍殺出各支城，與織田軍展開野戰。織田水軍海上的失利使大量物資得以運入石山本願寺。上述合戰史稱第一次木津川口之戰。

#### 紀州征伐及第二次木津川口之戰
天正5年(1577年)2月上旬，藉三緘眾及根來寺下屬寺院・杉之坊的倒戈，織田信長發兵和泉、紀州，意圖剷除當地的本願寺勢力，特別是紀伊・雜賀地區的雜賀眾。織田軍先是攻陷和泉・貝塚，燒毀當地的願泉寺。而後兵分兩路，山線軍由杉之坊及三緘眾做嚮導，沿著紀之川進軍紀伊・雜賀城；海線則從淡輪口進軍，以攻克紀伊・中野城。2月28日，中野城投降。3月1日，織田軍攻擊雜賀眾領導人之一・鈴木重秀的居城，鈴木重秀頑強抵抗。另一方面，雜賀城的守軍以鐵炮及大砲抵禦織田軍的進攻。戰況陷入膠著，3月15日，鈴木重秀、土橋若大夫等七名雜賀眾領導人與織田信長議和，以雜賀眾投降為條件撤軍。
8月，松永久秀倒戈，據守大和・信貴山城，同月，雜賀莊和十鄉的雜賀眾再次舉兵，襲擊三緘眾，隨後又北上支援石山本願寺；9月，上杉謙信攻陷能登畠山氏的七尾城，而後又入侵加賀，在手取川之戰中擊敗柴田勝家；10月10日，松永久秀兵敗自害，同月，毛利方的播磨・上月城遭豐臣秀吉攻陷，見此，毛利氏兩大支柱・吉川元春及小早川隆景奔赴前線。
天正6年(1578年)2月，織田方的播磨・三木城城主・別所長治倒戈；3月，上杉謙信病逝，兩位養子上杉景虎及上杉景勝內訌，上杉軍就此退出戰線；4月，織田軍以織田信長嫡子・織田信忠為總大將，進軍石山本願寺，無取得戰果，只得收割大阪一帶的農作物；6月26日，織田信長家臣・九鬼嘉隆率織田水軍在淡輪的海域擊破雜賀、淡輪水軍，此役中織田水軍首度使用鐵甲船，而後木津川口再度遭織田軍封鎖。面對織田軍的壓迫，顯如多次請求雜賀眾派赴更多火槍手前來大阪戰線，並要求和泉、紀州的信徒北上支援。10月，荒木村重倒戈，此舉使織田軍的石山本願寺包圍網出現重大缺口，也使播磨戰線的豐臣秀吉受東西夾擊。雜賀眾而後進駐荒木村重各城池中，協防之。
荒木村重的倒戈使織田信長陷入困境，故決定藉朝廷之手與石山本願寺議和，大納言・庭田重保及中納言・勸修寺晴豐作為勅使前往大阪。11月4日，勅使與石山本願寺討論議和一事，然石山本願寺不願單獨與織田信長議和，表示毛利氏也應包括在內。故勅使致信予毛利氏，並決定於11月底前往毛利氏居城・安藝・吉田郡山城。
天正6年(1578年)11月6日，面對毛利方水軍數百艘戰船的進犯，織田水軍利用鐵甲船上的大砲轟擊，取得海戰勝利，史稱第二次木津川口之戰。此役後，織田水軍掌控大阪灣的制海權，毛利方無法利用海路將物資運入石山本願寺。陸戰方面，織田信長勸降荒木村重旗下的高山右近及中川清秀，而後派重兵包圍荒木村重的居城・攝津・有岡城。局勢逐漸對織田信長有利，故終止與石山本願寺議和一事。
天正7年(1579年)9月2日，荒木村重攜少數隨從逃至攝津・尼崎城。10月，毛利方的備後・宇喜多氏倒戈，再加上先前明智光秀平定丹波、丹後，毛利氏在山陽、山陰的戰事受阻。11月19，有岡城投降，然織田信長以荒木村重拒降為由，將包括荒木村重妻兒在內的有岡城內人員全數處死，之後織田軍更在尼崎城周圍燒殺戮虐；見此行徑，攝津的反織田方士氣大減，毛利軍許多將士退出該地戰線。12月，織田信長再度向石山本願寺提出議和，遭否準。

#### 講和
天正8年(1580年)正月，三木城投降，別所長治自害。局勢逐漸對石山本願寺不利，顯如致信予下屬寺院，前來支援石山本願寺，甚至呼籲各信徒停止年忌、月忌的佛事，將錢糧奉獻出來。3月初，近衛前久、勸修寺晴豐、庭田重保作為朝廷勅使在佐久間信盛及松井友閑的陪同下前往石山本願寺，再度商討議和一事，然雙方無法達成共識；和談期間，織田軍燒討河內・惠光寺，並繼續圍攻荒木村重旗下的攝津・花熊、尼崎二城，向顯如等人施壓。
議和條件，從3月17日織田信長向勅使提出的血判起請文可一窺
- 總赦免
- 近衛前久接防天王寺北城；石山本願寺退城時，一併退出太子塚，由本次使節團進駐
- 應先派遣人質
- 本願寺的末寺如舊往返
- 石山本願寺退城後，加賀的江沼、能美二郡應依照和約歸還
- 依7月盂蘭盆會為期限
- 花熊、尼崎二城在石山本願寺退城時一併讓渡

織田信長更向朝廷勅使表示，「本次赦免本願寺一事，願從天皇旨意」。
此刻，石山本願寺內部分成主和及主戰兩派，前者為顯如、如春尼夫婦，加上下間氏等坊官，後者為教如及雜賀眾，雜賀眾甚至有人對朝廷使者施以暴力。然織田信長在伊勢長島的作為也使石山本願寺懷疑織田信長是否會信守承諾。
閏3月5日，石山本願寺向朝廷及織田信長提交起請文，表示因天皇赦免，將不違背議和條件，同意退出大阪，並試圖說服雜賀眾也提交起請文。織田信長贈予顯如黃金30枚，如春尼20枚，下間頼廉、下間頼龍、下間仲孝三位家老各15枚。而後，織田信長分別向石山合戰、播磨戰線、北陸戰線的總司令佐久間信盛、豐臣秀吉、柴田勝家下達暫時停戰的命令，並解除對石山本願寺的海陸封鎖；然柴田勝家卻進犯北加賀・石川、河北二郡，甚至進攻加賀信徒的據點・金澤御堂。此舉使石山本願寺再度懷疑織田信長的誠信，故與織田信長關係友好的誠仁親王致信予顯如，勸其速速退出大阪。
彼時，主戰派以教如為中心，教如更致信予雜賀眾、加賀信徒表示會死守石山本願寺。顯如動用其「宗主權」，欲否定教如對信徒的指令，然世間已流傳顯如隱退，教如繼任新宗主一事，本願寺內部嚴重分裂。
4月9日，顯如在如春尼、下間頼廉、下間仲孝的陪同下，攜淨土真宗的宗祖・親鸞聖人的聖像離開石山本願寺，前往紀伊・鷺森御坊。教如在石山本願寺內的雜賀、淡路信徒擁立下繼任為門主，下間頼龍也選擇追隨之。退出大阪的顯如嚴厲斥責教如的行為，並派遣使者至織田信長居城・近江・安土城，祝賀議和成功，雙方互換禮物。
另一方面，教如致信予各地信徒，前來石山本願寺支援；然織田信長加強對石山本願寺的包圍，嚴格盤查前往大阪之人，甚至懲處收受教如信件的寺院。教如也像毛利氏求援，然當時毛利氏在與豐臣秀吉的戰事中呈現守勢，無法援助石山本願寺。7月，花熊城、尼崎城、石山本願寺的支城相繼陷落，荒木村重乘船逃往備後・尾道，受毛利氏庇護。而後，近衛前久再度作為朝廷勅使前往石山本願寺與教如交涉。織田信長將退城期限延後至8月10日，並表示會確保寺內町居民的生命安全及居住權，外加會歸還本願寺的末寺的領地，教如同意議和。8月2日末時，雜賀、淡路數百艘船前往大阪，石山本願寺的人員乘船離去，教如搭乘雜賀眾的船隻前往雜賀地區。而後，火勢在狂風的助長下，燒毀石山本願寺，大火燒了三天三夜。就此，石山本願寺長達11年的抗戰就此結束，
據興福寺僧侶・多聞院英俊的日記《多聞院日記》的記載，教如離開石山本願寺前，命人準備大量的燃料，後將石山本願寺燒毀；而德川家康家臣・松平家忠的日記《家忠日記》記載，教如燒毀石山本願寺後才離開大阪。然據織田信長家臣・太田牛一撰寫的《信長公記》記載，教如離開大阪前，近衛前久、勸修寺晴豐、庭田重保、佐久間信盛、松井友閑、矢部家定就前來接管石山本願寺，教如將大量武器交予織田一方。

## 後續
教如與顯如決裂，離開雜賀地區，在近江、北陸一帶活動；天正10年(1582年)，在後陽成天皇的介入下，兩人才和解。而後本願寺轉至和泉・貝塚，再搬遷至攝津・天滿，最終定在京都・六條。文祿元年(1592年)11月，顯如去世，教如正式繼任宗主。然如春尼卻表示顯如的遺命是讓三男・准如繼任，更去會見當時統一日本的豐臣秀吉，請求其調解。最終，豐臣秀吉認可准如為宗主，命教如隱退。此舉引起支持教如的信徒不滿，本願寺分裂，教如在豐臣秀吉去世後權傾一時的德川家康的支持下在京都・七條建立東本願寺，與准如的西本願寺對立。
而作為議和條件，織田信長應歸還加賀・江沼、能美二郡，然其最終沒有遵守。天正8年(1580年)11月，柴田勝家平定加賀，加賀一向一揆可謂是遭到完全鎮壓。
天正8年(1580年)8月25日，石山合戰總司令・佐久間信盛遭織田信長放逐至高野山。佐久間信盛的罪狀有「駐軍天王寺五年卻未立寸功」、「石山合戰期間武力及計謀都沒使用」、「石山合戰期間被賦予七國兵力(和泉、北紀伊、河內、大和、南近江、東尾張、西三河)卻沒有任何作為」等19條。

## 關連項目
- 信長包圍網